# Tarachidia tenuicula
Tarachidia tenuicula är en fjärilsart som beskrevs av Morrison 1874. Tarachidia tenuicula ingår i släktet Tarachidia och familjen nattflyn. Inga underarter finns listade i Catalogue of Life.